# Jimmy Eat World
Jimmy Eat World — американская альтернативная рок-группа из города Меса, штат Аризона, которая сформировалась в 1993 году. Известна своим вкладом в эмо-сцену 90-х, особенно в формирование жанра эмо-поп. Группа состоит из вокалиста и гитариста Джима Эдкинса, гитариста и бэк-вокалиста Тома Линтона (ранее — основного вокалиста), басиста Рика Бёрча и барабанщика Зака Линда. Состав группы не менялся с 1995 года.
За годы своей активности Jimmy Eat World выпустили 10 студийных альбомов. Первоначально группа играла в стиле скейт-панк, постепенно углубляясь в более утончённое эмоциональное звучание. Первый выпуск демозаписи был в 1993 году, который назывался One, Two, Three, Four. Их дебютный одноимённый альбом (1994) был выпущен с Томом Линтоном в качестве вокалиста. В 1996 году они выпустили их второй альбом Static Prevails на лейбле Capitol Records. В следующем альбоме Clarity (1999) был сменён вокалист с Тома Линтона на Джима Эдкинса.
Коммерческий прорыв группы пришёлся на четвёртый альбом Bleed American (2001) после выпуска нескольких синглов. Четыре сингла с альбома попали в топ 20 Hot Modern Rock Tracks, где The Middle занял первое место. Песня «Pain» со следующего альбома Futures (2004) заняла первое место в Hot Modern Rock Tracks. RIAA дал Bleed American Платиновый диск, а Futures дали Золотой диск. Шестой альбом группы Chase This Light (2007) занял пятое место в Billboard 200.

## История

### Формирование и название группы
(1994)
Jimmy Eat World был создан в 1993 году в городе Меса (Аризона). Певец и гитарист Джим Эдкинс и барабанщик Зак Линд, которые были друзьями с дошкольного возраста, вместе с гитаристом Томом Линтоном и бас-гитаристом Митчем Портером решили создать свою группу, чтобы проверить свои силы в музыке. В следующие несколько лет, группа записала и выпустила три EP и один полнометражный альбом с лейблом Wooden Blue Records.
Вопреки распространённому мнению, аббревиатура названия группы JEW (с англ. еврей) не является ссылкой на религиозные убеждения группы. Название группы произошло от карандашного рисунка, сделанного после инцидента между младшими братьями Линтона, Джимом и Эдом, которые часто дрались. Джим обычно побеждал, но Эд однажды в отместку нарисовал на бумаге Джимми, запихивающего планету себе в рот, отсюда и появилось название «Jimmy Eat World» (искаж. англ. Джимми ест мир).

### Static Prevails (1996)
В конечном счете, вдохновленные успехом таких групп, как Fugazi и Sunny Day Real Estate, команда начала экспериментировать с эмо. Поскольку они начали записывать песни на маленьких независимых студиях и выступать на небольших сценах, они были очень удивлены встретить так много одинаково мыслящих групп, таких как Christie Front Drive, Sense Field, и Seven Storey Mountain, исполняющих похожую музыку.
Группа стала привлекать все большее внимание после выпуска многочисленных записей и гастролей. В середине 1995 года лейбл Capitol Records предложил группе сделку. Незадолго до подписания контракта с Capitol Records, бас-гитарист Митч Портер расстался с группой и был заменен на друга Линтона, Рика Бёрча.
В последующие годы группа выпустила несколько сплит синглов на независимых лейблах с Christie Front Drive, Jejune, Sense Field и Mineral.

### Clarity (1999)
Группа записала свой следующий альбом Clarity в конце 1998 года в Sound City и Clear Lake Audio в Северном Голливуде. Треки были микшированы в Bernie Grundman в Голливуде.
Альбом Clarity знаменует собой смену вокалиста с Тома Линтона на Джима Эдкинса. Том становится бэк-вокалистом на различных песнях, за исключением Blister. Песня Goodbye Sky Harbor написана на основе романа Джона Ирвинга A Prayer for Owen Meany.

### Bleed American (2001)
Группа решила записать свой следующий альбом без помощи лейбла, так же как создавала свои ранее выпущенные синглы, которые были изданы на независимом лейбле Big Wheel Recreation. Jimmy Eat World брал на день столько работы, что им бы её хватило на целую сессию. Группа в третий раз работала с Марком Тромбино. В целях снижения расходов Тромбино согласился отложить зарплату до выхода альбома. JEW уехал на пять недель в Северный Голливуд для конечной записи альбома. Затем, Тромбино микшировал трек на Extasy.
Законченный альбом был назван Bleed American. Для выпуска альбома группе нужно было заключить контракт с лейблом. Jimmy Eat World думал над Capitol Records. Но в конце концов подписали контракт с DreamWorks Records. Альбом был выпущен в июле 2001 года. После терактов 11 сентября, группа решила переиздать альбом как одноимённый Jimmy Eat World из опасения, что название Bleed American может быть неправильно истолкован, как «кровоистекающая америка».
Второй сингл с альбома The Middle был лучшим прорывом группы на тот день, он занимал пятое место в Billboard Hot 100. Видеоклип на эту песню очень часто крутили по MTV. Альбом получил платиновый статус от RIAA.
В 2008 году альбом был переиздан как делюкс издание и переименован в своё первоначальное название Bleed American. Это издание содержит в общей сложности 32 трек, 11 оригинальных, а также 21 бонус-треков, которые являются Live записями и би-сайдами.

### Futures (2004)
После продолжительных гастролей альбома Bleed American, группа перегруппировались для работы над следующим альбомом. Группа, ещё раз, начала работать с Марком Тромбино, но сотрудничество было недолгим. Желание группы, тратить больше времени на написание каждой песни противоречило Тромбине, так как у него уже был другой проект по его графику.
Вместо Тромбино, группа взяла продюсера Джила Нортона, известного по его работе с Pixies и Foo Fighters. В 2007 году Линда сказала: «После того как мы с Тромбино покинули студию, мы уже сделали Polaris, Work, Pain и 23, которые составляли сердце Futures». Futures был выпущен в октябре 2004 года.
В последующие месяцы Work и Pain были выпущены в качестве синглов. В 2005 году, гастролировав по США, группа подписала контракт на общие выступления с Green Day. В сентябре 2005 года группа выпустила EP Stay on My Side Tonight, который содержал переработанные демоверсии и неиспользованные в альбоме записи, сделанные с Марком Тромбино. В конечном итоге RIAA наградил альбом золотым статусом.

### Chase This Light (2007)
После своего турне, Jimmy Eat World отправился домой в Темпе и начали работать над материалом для шестого альбома. Группа решила самостоятельно создавать альбом, привлекая Криса Теста (Dixie Chicks) и Джона Фиелдс (Switchfoot, Мэнди Мур) в качестве сопроизводителей и Бутча Вига (Nirvana, Garbage, The Smashing Pumpkins, Green Day) в качестве исполнительного продюсера. Как сообщил The St. Petersburg Times Бутч Виг не присутствовал в студии каждый день. Мы хотели отправлять Бутчу образцы того, что мы делали каждые несколько дней. Chase This Light был выпущен 16 октября 2007 года, с Big Casino в качестве главного сингла. Always Be был последним синглом с альбома, выпущенный в декабре 2007 года.

### Invented (2010)
13 июня 2008 года группа сообщила, что они начнут работу над своим седьмым альбомом в конце года. Они также заявили что, когда их текущий контракт с Interscope Records истекает, они могут рассмотреть Self-publishing (англ). В начале 2009 года Jimmy Eat World провел Clarity Live в честь десятилетней годовщины Clarity. Группа посетила десять городов на территории Соединенных Штатов и в каждом городе играл все песни с альбома.
22 марта группа заявила, что находится в процессе микширования их следующего альбома. Также, группа заявила, что в некоторых песнях вокалистом будет Том Линтон. 7 июня 2010 года Jimmy Eat World написал в Twitter: «Наш новый альбом официально сделан. Теперь мы ждем даты выхода. Мы будем держать вас в курсе». 14 июля 2010 года Jimmy Eat World написал в Twitter, что альбом Invented будет выпущен 28 сентября 2010 года.

### Damage (2013)
В 2013 году группа выпускает сингл «I Will Steal You Back» и семёрку «Damage», в преддверии своей восьмой студийной работы — «Damage», которая выходит в июне.

### Get Right (2016)
22 августа выпускают сингл Get Right и презентуют его на шоу Даниэля Картера в эфире BBC Radio 1. Также Джим поделился информацией о выходе новой пластинки.

## Участники
Текущий состав
- Джим Эдкинс — вокал, соло-гитара (1993—настоящее время), клавишные (1998—настоящее время)
- Том Линтон — ритм-гитара, вокал (1993—настоящее время)
- Зак Линд — ударные, перкуссия (1993—настоящее время), программирование (1998—настоящее время)
- Рик Бёрч — бас-гитара, бэк-вокал (1995—настоящее время)

Бывшие участники
- Митч Портер — бас-гитара (1993—1995)

Временная шкала

## Дискография

### Студийные альбомы
- Jimmy Eat World (1994)
- Static Prevails (1996)
- Clarity (1999)
- Bleed American (2001)
- Futures (2004)
- Chase This Light (2007)
- Invented (2010)
- Damage (2013)
- Integrity Blues (2016)
- Surviving[англ.] (2019)

## Интересные факты
Несмотря на своё "говорящее" название, группа не была названа в честь вокалиста Джима Эдкинса. Название группы пришло от обидного детского прозвища младшего брата Тома Линтона, бывшего на ранних этапах лидером группы.